# Buick Reatta
Buick Reatta - американський передньоприводний автомобіль-двомісне купе, що вироблявся з 1988 по 1991 роки компанією Buick. В 1990 по 1991 роки випускався також в кузові кабріолет.

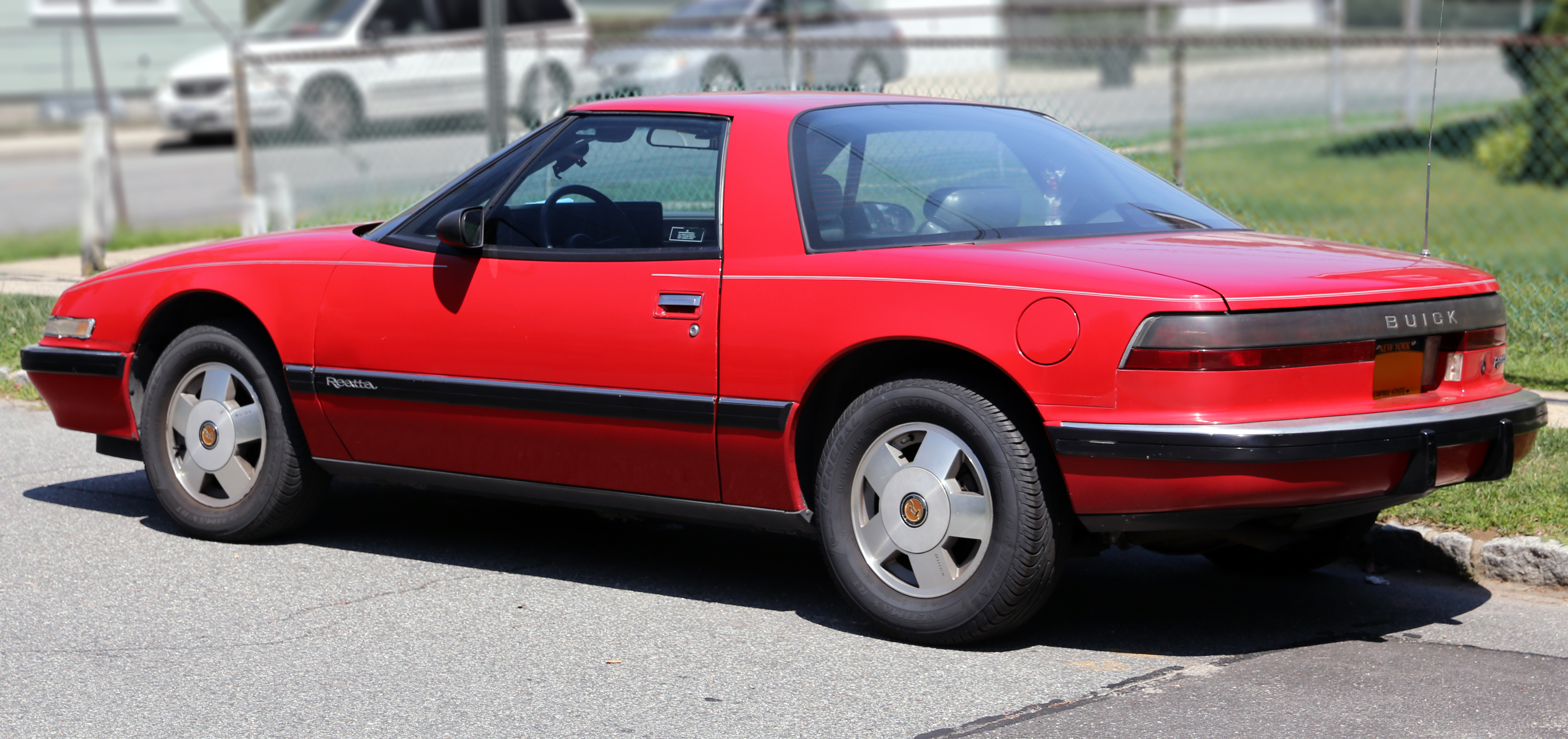

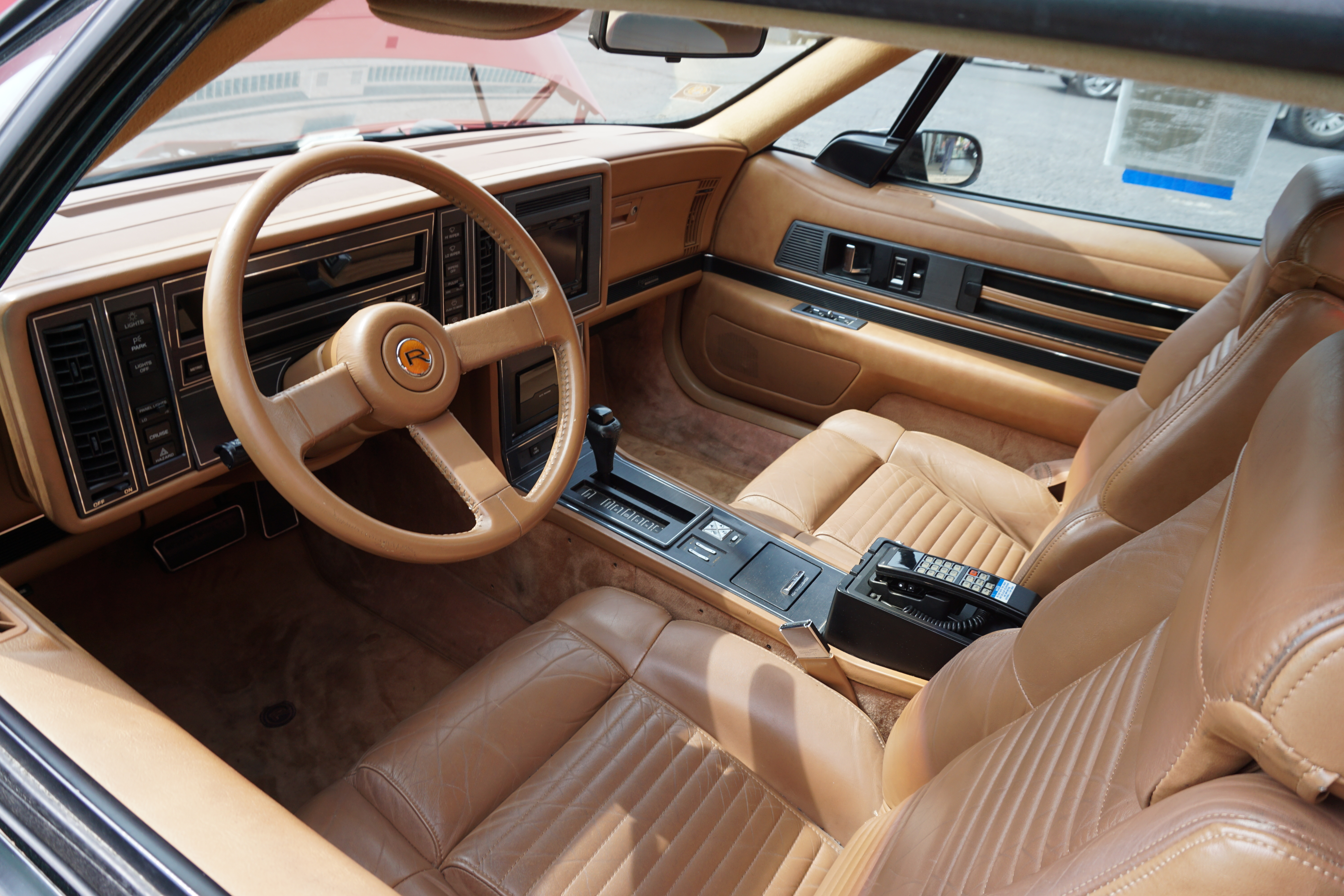

Reatta був розроблений компанією Buick в рамках проекту зі створення автомобіля класу «родстер» або «купе» зі стильним зовнішнім виглядом, хорошою швидкістю і доступністю в ціні.
Автомобіль отримав 3,8 -літровий двигун V6 та вкорочену версію платформи GM E, від Buick Riviera сьомого покоління.

## Двигуни
- 1988–90: 3.8 L LN3 Buick V6
- 1991: 3.8 L L27 Buick V6